# Hizb ut-Tahrir
Hizb ut-Tahrir o «Partido de la Liberación» (en árabe: حزب التحرير que significa Partido de la Liberación) es un grupo panislamista y fundamentalista que fue establecido en 1953 bajo el liderazgo de su fundador, el erudito, pensador político y juez en la Audiencia de al-Quds (Jerusalén), Taqiuddin an-Nabhani. Actualmente el líder global es Ata' abu Rashta y se estima que cuentan con un millón de miembros en más de 40 países.
El objetivo final del Hizb ut-Tahrir es el de establecer un califato mundial. Activo sobre todo en Asia Central, el grupo ha sido vigorosamente reprimido por los regímenes en el poder.
Según Hizb Ut-Tahrir, adopta la metodología empleada por Mahoma cuando él estableció el primer Estado Islámico en Medina. Mahoma limitó su lucha para el establecimiento del Estado islámico al plano intelectual y el trabajo político. Él estableció este estado Islámico sin recurrir a la violencia y trabajó para movilizar la opinión pública a favor de Islam e intentó en moverse en la élite política e intelectual de su tiempo. A pesar de la persecución y el boicot a Mahoma y los primeros musulmanes, ellos nunca recurrieron a la violencia. 
El partido es por lo tanto proactivo en la difusión de los pensamientos Islámicos, intelectuales y políticos sobre todo en sociedades musulmanas para desafiar el statu quo existente allí. 
En Occidente, Hizb ut-Tahrir trabaja para cultivar una comunidad musulmana que vive por el islam en pensamiento y en obra, adhiriéndose a las reglas del Islam y preservando una identidad Islámica fuerte. El partido trabaja también para proyectar una imagen positiva del Islam a la sociedad Occidental y entra en el diálogo con pensadores Occidentales, con los responsables de formular la política y con los profesores. Hizb ut-Tahrir trabaja para desarrollar la opinión acerca de Islam en los países Occidentales, como una creencia, una ideología y una alternativa para el mundo musulmán.

## Historia

Bandera utilizada por Hizb ut-Tahrir

Hizb ut-Tahrir fue fundado entre 1952 y 1953, en el Jerusalén controlado por Jordania, por el activista islamista palestino Taqiuddin an-Nabhani al-Falastini. Otros miembros fundadores fueron Asaad Tahmimi, Khaled Hassan y Ahmad Daour. An-Nabhani rápidamente se interesó por los ideales del nacionalismo árabe pero, a diferencia de muchos otros, creía que el islam debía ser el centro de sus políticas ideológicas. Esta idea de crear un partido político moderno pero islámico atrajo el interés de un gran número de militantes de los Hermanos Musulmanes.
Como el gobierno jordano rechazó la creación legal de Hizb ut-Tahrir, el grupo comenzó su actividad de forma clandestina, lo que llevó al arresto de algunos de sus líderes, la represión de sus seguidores, el cierre del periódico del partido, Ar-Raya, y la prohibición a sus miembros de predicar en las mezquitas.
En los años 50 el movimiento consiguió un gran apoyo en Jordania, Cisjordania y Beirut, sobre todo entre estudiantes, trabajadores y granjeros, aunque su influencia en Oriente Medio era algo limitada. En 1959 recibía la autorización del gobierno libanés para poder desarrollar su actividad política. Entre las décadas de los 60 y 70 la organización obtuvo un escaño en el parlamento de Jordania, a través de Ahmad Daour, y consideró que contaban con el apoyo suficiente como para tomar el poder por la fuerza. En 1968, Hizb-ut-Tahrir intentó dar un golpe de Estado para tomar militarmente el poder en Jordania. El intento falló y los que lo habían perpetrado fueron encarcelados, incluido Daour. A pesar de que este primer golpe falló volverían a intentarlo en 1969 y 1971, y en Irak en 1972, pero tras los repetidos fracasos y la posterior detención de gran número de sus miembros el partido comenzó un declive.
Con la muerte de an-Nabhani en 1977 y sin haber logrado ningún resultado importante, originalmente pensaban que la creación de un Estado islámico les llevaría trece años como al Profeta Mahoma, la decadencia del grupo continuó con una pérdida de miembros y por confusión ideológica surgida. El sustituto de an-Nabhani sería el también miembro fundador Abdul Qadeem Zaloom, quien rechazaría participar en las elecciones parlamentarias de Jordania en 1989 y atacó a los Hermanos Musulmanes por jugar con las reglas constitucionales del Estado jordano. Durante estos años, Hizb ut-Tahrir rechazó participar en el conflicto sectario durante la guerra civil libanesa ya que pensaba que la única alternativa a la guerra era la unión del Líbano y Siria, la disolución de la minoría cristiana, y la eliminación de la polarización sectaria.
El resurgir del partido no llegaría hasta la década de los 90. Primero, con el crecimiento del interés en el islam político impulsado por la radicalización de una parte de la sociedad musulmana que produjo la guerra del Golfo. Y en segundo lugar, por el hundimiento de la Unión Soviética y la independencia de las repúblicas centroasiáticas ya que se creó un nuevo espacio en el que movimientos como Hizb ut-Tahrir encontraron una nueva zona en la que actuar y que se acabó convirtiendo en el área central de su actividad. 
Después de la muerte de Abdul Qadeen Zaloom en 2003, le sucedería como líder del grupo Ata Abu Rashta, quien antes había dirigido la sección de Jordania. Este se unió al partido en 1955 y había pasado mucho tiempo en las prisiones de Jordania.
Prácticamente desde el momento de su fundación el partido sufrió la represión de los gobiernos de la mayoría de países árabes. Aunque su presencia en el norte de África era limitada, las autoridades tunecinas desmantelaron las células del partido en 1983 y en 1991 llevaron a cabo importantes detenciones entre sus miembros. En Libia las autoridades arrestaron un gran número de activistas del partido en 1973 y Gadafi ejerció una dura represión sobre ellos en los años 80. En Turquía la organización fue disuelta en 1986 so pretexto de haber predicado el islam, haber mantenido encuentros secretos y haber violado los principios del secularismo. En junio de 1993 el gobierno jordano arrestó a un gran número de importantes miembros del partido, incluido a Ata Abu Rashta.
A causa de la represión sufrida muchos de los miembros de Hizb ut-Tahrir emigraron a Europa en busca de asilo, donde se reorganizaron y despertaron el interés principalmente de hijos de inmigrantes procedentes de los países árabes y musulmanes. Esto ha llevado a que actualmente el movimiento cuente con importantes ramas en Reino Unido, Alemania, Suecia y Dinamarca.

## Ideología
Basándose en los escritos de an-Nabhani, Hizb ut-Tahrir tiene que tratar de manipular y canalizar el descontento popular producto de las políticas represivas y del abandono de los diferentes gobiernos locales, como son la pobreza, la desigualdad social o el desempleo, a las que tienen sometidas a las poblaciones.
An-Nabhani definió a la civilización occidental y al islam como dos entidades opuestas y creía que las sociedades occidentales utilizaron durante la Guerra Fría dos sistemas antagónicos, el capitalismo y el socialismo, con el fin de controlar a los musulmanes, siendo estos sistemas el principal impedimento para establecer de una verdadera sociedad islámica.

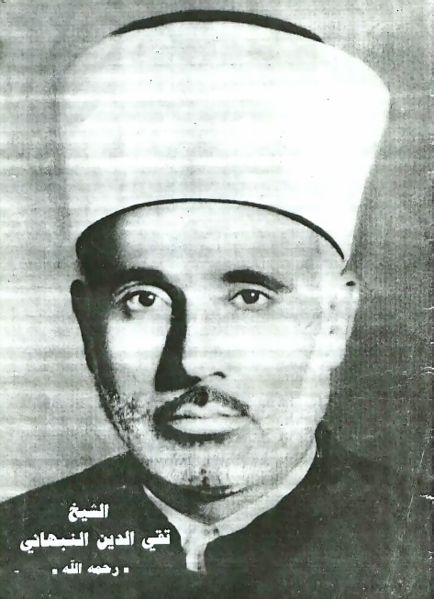
Taqiuddin an-Nabhani, fundador de Hizb ut-Tahrir.

Hizb ut-Tahrir fundamenta su ideología en el islam. Su meta final es establecer el califato, para reunir a todas las tierras y países musulmanes bajo la ley islámica, y establecer un Estado capaz de contrarrestar el poder de Occidente. Rechaza a aquellos estados que se autoproclaman islámicos, como Arabia Saudí o Irán, ya que la ley islámica no se aplica en todos los aspectos de la vida. Reconoce que el islam y la democracia comparten ciertos valores centrales, pero que son incompatibles, debido al tema fundamental de la soberanía. Todas aquellas sociedades que no se subordinen a la primacía de Dios, llevada a cabo a través de la aplicación de la Sharia por un califa, viven en un estado de ignorancia.
Según Hizb ut-Tahrir los auténticos musulmanes son aquellos que se adhirieron a las cuatro escuelas de legitima interpretación de la jurisprudencia islámica y el resto serían considerados apostatas y susceptibles de castigo de acuerdo con la ley islámica.
En relación con el tema de sexos, tanto hombres como mujeres estarían segregados, aunque a ellas se les pueda permitir que asuman cargos dentro de la estructura del gobierno, realizar actividades relacionadas con el comercio, u otro tipo de trabajos. También se permite que las mujeres trabajen e incluso que un hombre pueda darle la mano a una mujer. Asimismo, las mujeres deben usar Hiyab dejando la cara y las manos destapadas en público.
La principal diferencia entre Hizb ut-Tahrir y otros grupos islamistas radicales, radica en la creencia del partido en que solamente el califato puede declarar la yihad y llevar a cabo ataques militares, por lo que no se puede utilizar la violencia hasta la creación del Estado islámico. Rechaza abiertamente el terrorismo, y afirma que la muerte de inocentes va en contra de la ley islámica. No obstante, justifica ideológicamente la violencia en sus escritos y estuvo implicado en una serie de golpes de estado en el Oriente Medio. En lo que a las relaciones internacionales respecta, el partido cree que podrían existir países no musulmanes al margen del califato siempre y cuando pagasen tributos.
Respecto a los asuntos militares y las relaciones internacionales, un emir sería el encargado de controlarlos. No habría relaciones con aquellos estados imperialistas, y habría un estado de guerra con Israel. En sus comunicados el partido hace muestra un antisemitismo explícito por lo que algunos gobiernos, como el de Alemania en 2003, han ilegalizado sus actividades y lo han declararlo grupo terrorista.
En cuanto a la política económica del partido, se basa en criticar el capitalismo por ser un sistema corrupto dominado por grandes compañías y usureros, y por querer volver al sistema basado en el patrón oro.

## Objetivos
Desde la fundación por an-Nabhani Hizb ut-Tahrir ha tenido dos objetivos: la creación de una sociedad islámica y restablecer el Califato destruido en 1924. Aunque el partido actúa de forma diferente dependiendo del país en el que se encuentre, el objetivo final es la creación del Estado islámico. Es por ello que en los países occidentales sus actividades van encaminadas a promover una buena imagen de los musulmanes y del califato, sin querer cambiar el gobierno de esos estados. Mientras, en los países musulmanes adaptan en cierto modo su agenda y distribuyen su propia propaganda en la que denuncian y relaciona como enemigos a todos aquellos países que hacen sus guerras en territorio islámico. Constantemente, en sus escritos y manifestaciones, insisten en que su objetivo es la vuelta del califato al mundo islámico, un sistema islámico de gobierno con un líder responsable, elegido a través de la autoridad del pueblo, en el que el imperio de la ley reemplazaría la tiranía existente actualmente. Para que un país sea considerado un califato, cada artículo de la constitución debe emanar de la sharia. Por eso, cuando el grupo hace referencia al sistema que rige a Irán y Arabia Saudí, argumenta que esos criterios están lejos de ser encontrados allí y las constituciones de esos países dan mucho más peso al socialismo, al republicanismo, a las leyes hereditarias y al capitalismo que al islam. Por lo tanto, ninguno de los actuales países musulmanes puede ser reivindicado ni es representativo del Islam y del Califato islámico.
Hizb ut-Tahrir considera que el estado islámico basado sobre los principios islámicos puros será establecido en un país, y desde allí habrá un periodo en que se despliegue hacia un territorio cada vez mayor; finalmente, irá abarcando a todos los países islámicos. Los musulmanes deben luchar por la abolición del sistema implantado por los infieles y el establecimiento de un sistema basado en el islam, sea de manera individual o colectiva. Uno de los elementos a resaltar en los textos que publica el movimiento es que rara vez toca temas puramente religiosos en sus comunicados. Los anuncios religiosos se relacionan en los diferentes temas políticos que plantean.
En sus publicaciones Hizb ut-Tahrir perfila lo que considera sobre lo que debe ser el Estado islámico. Los fundamentos centrales de ese estado islámico son el gobierno de un califa, que sería elegido por una asamblea, que a su vez sería elegida por el pueblo. Los partidos políticos podrían ser permitidos a condición de que se basan en la ideología islámica.
El objetivo de Hizb ut-Tahrir no es que resurja el Califato de Mahoma en Arabia o el Califato del Imperio otomano puesto que no le interesa reinstaurar esas experiencias de gobierno, sino resucitar ese espíritu del califato.

## Método
An-Nabhani desarrolló un método basado en tres etapas para que Hizb ut-Tahrir lograse sus objetivos una vez encontró el mal de la sociedad musulmana. Estas tres etapas, según an-Nabhani, no son fruto del capricho o del azar sino que se basan en el mismo método que utilizó Mahoma para establecer el Califato. Este proceso es una de las principales características que diferencia a este grupo de la mayoría de grupos islamistas existentes. Esta metodología es similar a la desarrollada por organizaciones políticas leninistas en sus comienzos, cuando se establecía un partido de cuadros en vez de uno de masas, primando la calidad de los miembros sobre la cantidad.
Las tres etapas del método del Hizb ut-Tahrir son:

###### Primera etapa
El período de promover una nueva visión que ofrezca a los musulmanes una forma de ver el mundo y las cosas; una ideología en la que impere la visón musulmana que se lleva a cabo a través del estudio de las obras de an-Nabhani. Dado que el “mal” que afecta a los musulmanes es de origen ideológico, lo que hay que hacer era proporcionar a los musulmanes una lectura “adecuada” alternativa a la de las potencias occidentales y volver a tener la óptica del islam. El estudio de los textos sagrados se hace desde un enfoque práctico por lo que los textos que se estudian están seleccionados para que apoyen el mensaje del fundador. Dicho de otra manera, su objetivo no es enseñar el Corán, no es inspirar más fe, sino dar una argumentación religiosa a la acción que ya se ha planeado previamente. Esta primera etapa es actualmente la más importante y una de las claves que explica que el movimiento aun continúe aumentando su acogida en muchas partes del mundo.

###### Segunda etapa
Una vez que la primera etapa ha conseguido cierto número de musulmanes instruidos comienza el siguiente paso. Durante esta segunda etapa se lleva a cabo la interacción con la Ummah o sociedad islámica. El partido busca atraer a personas que cuenten con bastante influencia sobre la sociedad, como políticos, militares, etc. así como a personas bien instruidas, para que actúen de acuerdo a los objetivos de su programa y desde su privilegiada posición influyan tanto sobre las sociedades, como sobre aquellos que políticamente puedan hacerlo en favor del estado islámico. Hay que educar a las masas, lo que a su vez aumentará el número de miembros del movimiento y luchar contra las ideas y los sistemas de los infieles, para ello el partido recurre a la organización y realización de lecciones, conferencias y lecturas en las mezquitas, reuniones en las plazas públicas, y la publicación de periódicos, libros y folletos. También es el momento de comenzar la lucha política enfrentándose a los estados infieles imperialistas con poder o influencia en tierras musulmanas y a los dirigentes de los países árabes que van en contra de la sociedad musulmana o del islam. 
An-Nabhani era consciente de que tendrían que enfrentarse a ciertos obstáculos durante esta segunda etapa. El primero sería las diferencias ideologías y culturales entre Hizb ut-Tahrir y la el resto de la sociedad que puede llevar a enfrentamientos. Otro obstáculo que encontrarían serían los intereses propios de ciertas personas y que no quieren cambios en la sociedad para mantener su statu quo.

###### Tercera etapa
La toma del poder y el establecimiento de un estado islámico con forma de califato. Aunque este es el objetivo final del grupo nunca ha estado claro cómo se realizaría pero sí que ha de hacerse de una manera no violenta, a diferencia de la mayoría de grupos yihadistas. Dentro de su estrategia se contempla el infiltrarse en los niveles más influyentes de la sociedad desbaratando así uno de los mitos más difundidos acerca de los grupos islamistas: que tienen su militancia natural entre las clases más pobres. El grupo prohibió entrar a sus miembros en las estructuras gubernamentales actuales ya que están viciadas y no pueden servir para lograr los objetivos del partido. Una vez que se haya hecho con el control del aparato estatal, llega el momento de llevar el islam a todo el mundo, primero de forma pacífica mediante la predicación y después a través del yihad, por la lucha armada, si fuera necesario, hasta poner a toda la Tierra bajo el dominio del Islam. El partido se convertirá en un supervisor de que el califato funcione correctamente, vigilando sus acciones y que el califa actúe de acuerdo con la ley islámica.

## La no violencia
Hizb ut-Tahrir justifica la existencia de elementos violentos por la política neocolonialista de los países occidentales y por la existencia del estado de Israel, los cuales causan una gran injusticia en el mundo aunque en su discurso oficial siempre defienden la no violencia. También señala como origen del terrorismo el descontento de la población con la forma en que los gobiernos dirigen su política exterior.
El partido defiende que los cambios deben hacerse de forma no violenta, pues esa es la opinión de la inmensa mayoría de los musulmanes que desean el establecimiento de un Estado en el que rija la sharía y unifique a todos los musulmanes. Uno de los argumentos que esgrime para reclamarse un movimiento no violento y oponerse a los actos terroristas, es que el asesinato de niños, mujeres y personas inocentes esta en contra de la sharia.

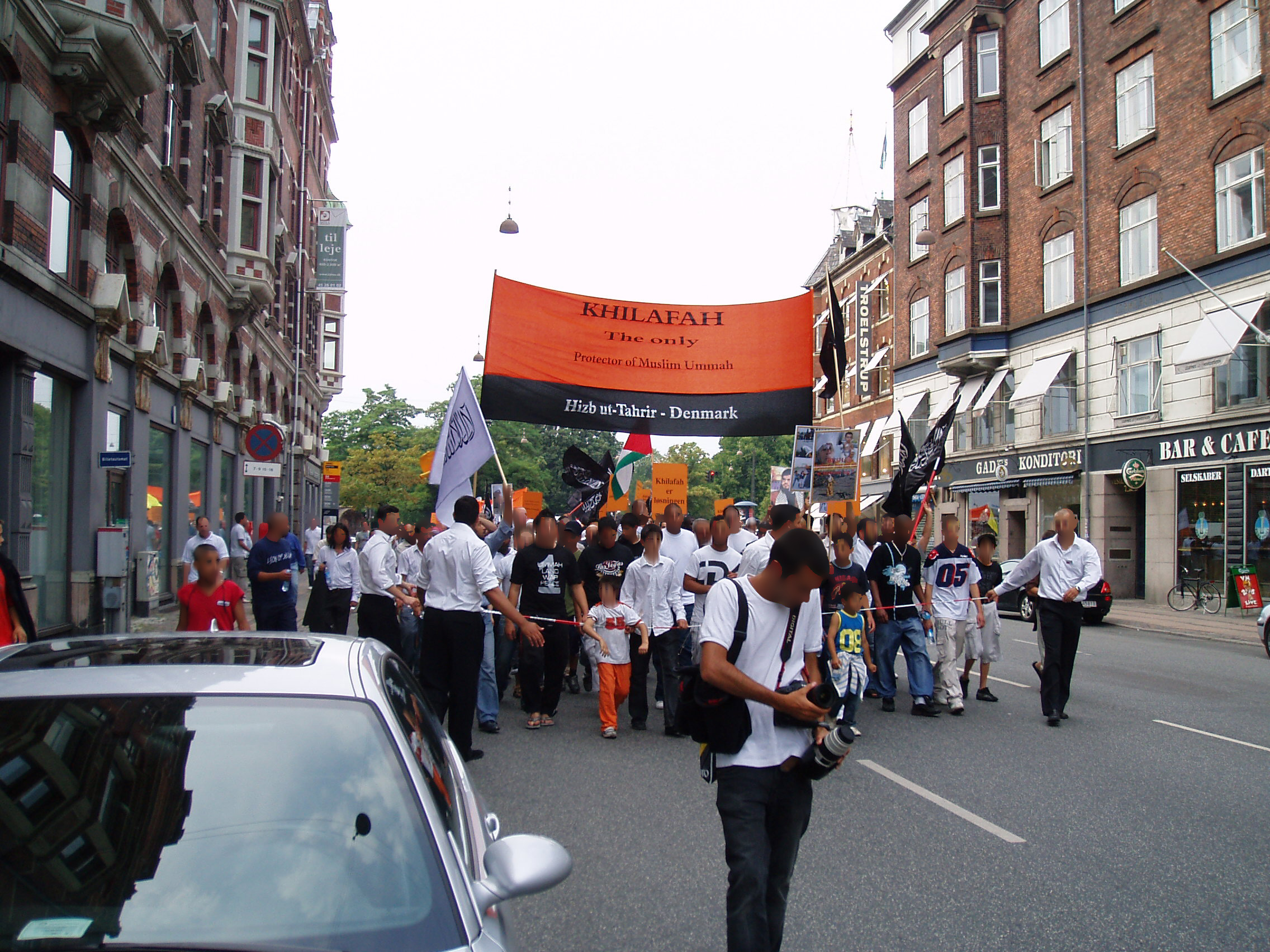
Manifestación de Hizb ut-Tahrir en las calles de Copenhague.

En su discurso, Hizb ut-Tahrir condena los actos terroristas por el hecho de dañar a civiles no combatientes, por lo que excluye cuando los militares sufren un atentado. Además, si quien define la inocencia de las víctimas es el propio partido todo el que colabora con las estructuras que considera infieles dejaría de ser inocente. También porque cuando condena el terrorismo siempre ponen el foco sobre otros puntos donde los musulmanes también sufren actos terroristas, utilizando este argumento como lenitivo. En tercer lugar porque señalan a los países occidentales y su papel en el mundo como culpables del sufrimiento de los musulmanes. Y en cuarto lugar, porque en la lucha intelectual que defienden aunque sea de forma pacífica lanzan mensajes que incitan al odio.
Por otro lado, la organización mantiene contactos con grupos armados y emplea un discurso no exento de una retórica violenta que trata de enmascararlo a través de diferentes medios donde intenta proyectar una imagen de “moderado”. Aparte de los intentos de golpes de estado en los que se vieron implicados en el pasado o los miembros, o antiguos miembros, o personas vinculadas de alguna manera al partido, han participado en actos violentos. Ante la probabilidad de utilizar la violencia para deponer a un gobierno se resiste rotundamente a perder sus privilegios, an-Nabhani discutió en términos prácticos que, un régimen se puede derrocar con actos desobediencia civil tales como huelgas, no cooperación con las autoridades, o demostraciones, o a través de un desfile al palacio o residencia del presidente, a condición de que el movimiento goce del control y la dirección exclusiva… otra posibilidad es que sea derribado por un golpe militar ejecutado por la fuerza, para que luego el poder sea traspasado a manos del movimiento.
No se puede decir que el grupo no sea violento sólo porque en sus mensajes condene la violencia, como hace bajo ciertas circunstancias, sino que para decir que no es una organización violenta debe promover el diálogo y la convivencia, cosa que no hace. Ya que más bien, lo que promueve en sus mensajes y manifestaciones es el extremismo, no porque interprete los acontecimientos actuales sociales y políticos según el Corán, sino porque utiliza los textos sagrados de forma interesada, tomando los pasajes que se adaptan a sus objetivos, a su metodología y a sus intereses.

## Yihad
La interpretación que hace Hizb ut-Tahrir de la yihad es confusa y defiende a su vez la yihad física, que vendrá después de que se establezca el califato, y la yihad espiritual, cuyo momento ha llegado pero se limita al plano intelectual.
Hizb ut-Tahrir ve la yihad como el método para que el califato consiga sus objetivos en política exterior a través de sus fuerzas armadas. Es por ello que el partido no puede ni tiene ninguna autoridad para llamar a la yihad aunque considera que en ausencia del califato la yihad se convierte en un deber individual. Esta es una de las principales diferencias que mantiene con otros grupos radicales islamistas.
An-Nabhani rechazaba el concepto de yihad como lucha espiritual o como una lucha armada defensiva, remarcando que se trata de una lucha ofensiva y proactiva, por lo que llevar a cabo estas prácticas no sería considerado por el grupo como yihad ya que participar en guerras defensivas en las que se lucha contra invasores y ataques extranjeros es una obligación para los ciudadanos musulmanes.
Hizb ut Tahrir defiende el concepto de yihad más agresivo que otros grupos, pero no entrena a sus miembros para cometer actos terroristas, este entrenamiento solamente comenzaría cuando accediese al poder y se construyera un Estado islámico y entonces sí sería yihadista, pues su política exterior natural sería implementar la yihad. Se puede decir por lo tanto que aparta la violencia por no ser el momento adecuado para utilizarla, no por convicción de que sea una forma ilegítima.